# 刀魚
刀魚（学名：Coilia nasus），又称凤尾鱼、长颌鲚、刀鲚、江鲚、毛鲚、鮆（音同“兹”），為輻鰭魚綱鲱形目鳀科的一種小型溯河洄游性鱼类，分布於西北太平洋區，包括日本、韓國、中國的黃海与東海等海域，棲息深度可達50公尺。
本魚從頭向尾部逐漸變細，腹部圓潤，上頷長，幾乎到達胸鰭基部，胸鰭鰭條細長，有6個長的細絲並超過腹鰭，臀鰭長，並與尾鰭相連，尾鰭短小，臀鰭軟條80條，體長可達41公分。
可以忍受淡水，可作為食用魚，与河豚、鲥鱼并称为中国长江三鲜。

## 擴展閱讀
維基物種上的相關：刀鱭